# (313) Халдея
(313) Халдея (др.-греч. Χαλδαίοι) — типичный астероид главного пояса, который принадлежит к тёмному спектральному классу C. Он был открыт 30 августа 1891 года австрийским астрономом Иоганном Пализой в Венской обсерватории и назван в честь семитского народа халдеев, проживавшего на юге Междуречья в Вавилонии.

Орбита астероида Халдея и его положение в Солнечной системе
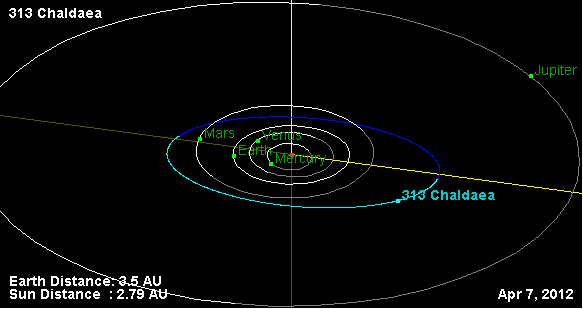
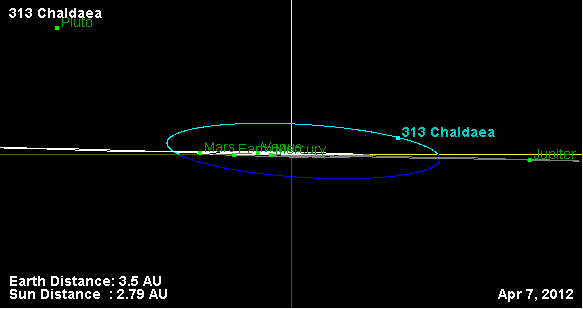